# Naturschutzgebiet Mengeder Heide
Das Naturschutzgebiet Mengeder Heide liegt im Dortmunder Stadtteil Mengede in Nordrhein-Westfalen, Deutschland. Es befindet sich direkt südöstlich des Autobahnkreuzes zwischen den Autobahnen A 2 und A 45. Im Süden wird es von der Emscher begrenzt und umfasst 15,35 Hektar. Das Naturschutzgebiet „Mengeder Heide“ wurde am 19. Juni 1986 durch eine einstweilige Sicherstellung von der Bezirksregierung Arnsberg ausgewiesen. Am 30. November 1990 wurde es im Landschaftsplan Dortmund-Nord und am 2. September 2005 in der ersten Änderung zum Landschaftsplan festgesetzt.

## Beschreibung
Das Naturschutzgebiet befindet sich im nördlichen Teil auf einer ehemaligen, inzwischen zugewachsenen Mülldeponie, welche zum Teil kaum Überdeckung aufweist. Zum anderen ist es stark durch anthropogene Überformung geprägt. Das Grünland der Mengeder Heide ist magerbödig und stark sandig. Dieser Sand wurde in den 1930er Jahren für den Bau der Autobahn 2 benötigt. Daher wurde das Gelände gerodet und bis zu drei Meter tief abgegraben. In der Oberfläche verblieben Senken und Kuhlen, die durch Bombentrichter des Zweiten Weltkriegs noch verstärkt wurden. Diese Senken neigen zur Versumpfung, auch entstanden einige Tümpel. Die heutige Mengeder Heide hat mit der ursprünglichen Naturlandschaft wenig gemeinsam.
Das Naturschutzgebiet gliedert sich in verschiedene Waldflächen: Eichenwald bedeckt eine Fläche von etwa 4,53 ha. Der Erlenmischwald mit weiteren Laubbaumarten nimmt etwa 2,23 ha ein. Ein Birkenwald erstreckt sich über ca. 2,24 ha und Pappeln wachsen auf etwa 0,48 ha. Die ehemalige Deponie nimmt etwa 5,87 ha in Anspruch. Der Rest des Naturschutzgebiets ist ein Feuchtgebiet und stark, teilweise undurchdringlich, mit Brombeergestrüpp bewachsenes Grünland. Eingegrenzt von den Autobahnen im Norden und Westen, der Emscher im Süden und einer Siedlung im Osten verfügt das Naturschutzgebiet nicht über Verbindungen zu anderen Biotopen.
Durch die unterschiedlichen Strukturen ist das Naturschutzgebiet Mengeder Heide ein bedeutender Lebensraum für sehr unterschiedliche Tierarten. Neben dem auf der Roten Liste stehenden Grasfrosch leben über 50 Vogelarten in diesem Naturschutzgebiet, davon brüten über 30 dieser Arten. Zu den im Naturschutzgebiet lebenden Arten gehören Spechte, Waldkauz, Dorngrasmücke und Nachtigall. Durch den Rückgang der Pappeln, die hier nicht heimisch sind und nach und nach entnommen werden, ist ein Rückgang bei anderen Arten wie Kleinspecht und Pirol, welche vorzugsweise in den Pappeln brüten, erfolgt.

## Schutzziele
Schutzziele für das Naturschutzgebiet sind der Erhalt und die Entwicklung eines naturnahen Waldlebensraumes mit unterschiedlichen Feuchtestufen. Gleichzeitig soll die Wasserqualität verbessert werden.